# Pubic-Piercing
Ein Pubic-Piercing ist ein männliches Intimpiercing. Es sitzt am Penisansatz und wird üblicherweise waagerecht gestochen. Das entsprechende Piercing bei der Frau ist das Christina-Piercing, welches jedoch vertikal gestochen wird.

## Durchführung

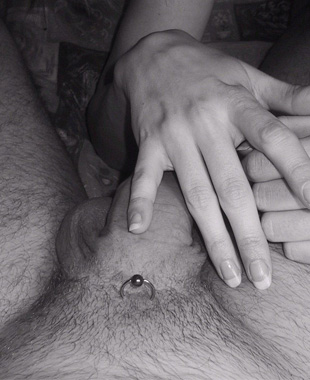
Umsetzung mit Ball Closure Ring

Da es zu den Oberflächenpiercings zählt, verheilt es vergleichsweise schlecht und neigt dazu, herauszuwachsen. Um die Heilungsdauer und die Wahrscheinlichkeit des Herauswachsens zu minimieren, wird das Piercing in der Regel genau an der Übergangsstelle zum Penis gestochen. Vor dem Stechen kann dazu der Penis angehoben werden, um diese Linie genau festzulegen. Der Intimbereich muss vor dem Piercing von Schambehaarung befreit sein. Die Heilung des Piercings kann zwei bis drei Monate dauern.

## Schmuck
Als Piercingschmuck wird meist ein Curved Barbell oder ein Surface Bar mit einem Durchmesser von 1,6 Millimetern eingesetzt. Ein Ball Closure Ring kann verwendet werden, es sollte aber auf die richtige Größe geachtet werden, da sonst die Gefahr des Herauswachsens besteht. Schmuck aus flexiblem PTFE ist für den Ersteinsatz empfehlenswert.